# Libinhania
 Libinhania   N.Kilian, Galbany, Oberp. e A.G.Miller, 2017 è un genere di piante angiosperme dicotiledoni della famiglia delle Asteraceae (sottofamiglia Asteroideae, tribù Gnaphalieae e sottotribù Gnaphaliinae).

## Etimologia
Il nome del genere deriva dalla parola in lingua socotri "libinhan", che letteralmente significa “bianco, pallido” ed è usata come designazione per diverse specie di questo genere alludendo alla corolla bianca dei suoi minuscoli fiori.
Il nome scientifico del genere è stato definito dai botanici Norbert Kilian (1957-), Mercé Galbany, Christoph Oberprieler (1964-) e Anthony G. Miller (1951-) nella pubblicazione " Botanical Journal of the Linnean Society" ( Bot. J. Linn. Soc. 183(3): 392 ) del 2017.

## Descrizione
Portamento. Le specie di questo gruppo hanno un habitus di tipo erbaceo annuale, perenne (anche rosulato) e arbustivo. Sono presenti specie a portamento cusciniforme. I cauli di queste piante sono provvisti del floema, ma non di canali resiniferi; mentre i sesquiterpeni lattoni sono normalmente assenti (piante senza lattice).
Fusto. La parte aerea in genere è eretta e ramosa; può essere glabra o pelosa (anche aracnoidea). Altezza media: da 5 cm a 1,5 m.
Foglie. Le foglie in genere sono disposte in modo alternato e sono quasi sempre sessili. La lamina è intera con forme generalmente da spatolate a lanceolato-ellittiche; i margini sono continui e piatti (in alcuni casi variano da concavi a involuti). Spesso la superficie è tomentosa o lanosa su entrambe le facce (raramente è glabra).
Infiorescenza. Le sinflorescenze sono scapose (raramente) oppure composte da diversi capolini raccolti in formazioni corimbose o racemose. Le infiorescenze vere e proprie sono formate da un capolino terminale sessile di tipo discoide (con fiori omogami). Possono essere presenti capolini radiati (o sub-radiati). I capolini sono formati da un involucro, con forme campanulate, composto da diverse brattee, al cui interno un ricettacolo fa da base ai fiori. Le brattee (divise tra interne ed esterne), a consistenza cartacea/cartilaginea e colorate, sono disposte in modo più o meno embricato su più serie e possono essere connate alla base (strati di stereoma indiviso);  talora possono avere un margine ialino. Il ricettacolo è nudo ossia senza pagliette a protezione della base dei fiori; la forma normalmente è piatta.
Fiori.  I fiori (da 2 a 40 per capolino) sono tetra-ciclici (formati cioè da 4 verticilli: calice – corolla – androceo – gineceo) e pentameri (calice e corolla formati da 5 elementi). Sono inoltre tubulosi, attinomorfi e si distinguono in:
- fiori del disco esterni: sono femminili e filiformi;
- fiori del disco centrali: sono ermafroditi; le forme sono tubulari;

In questo gruppo di piante i fiori radiati (ligulati o del raggio) sono assenti; a volte sono confusi con i fiori femminili (tubulosi) del disco esterno più o meno sub-zigomorfi con un lembo piatto e possono essere interpretati come fiori del raggio.
- Formula fiorale:

*/x K {\displaystyle \infty }, [C (5), A (5)], G 2 (infero), achenio
- Calice: i sepali del calice sono ridotti ad una coroncina di squame.
- Corolla: la forma della corolla normalmente è tubolare con 5 lobi; i lobi hanno delle forme da lanceolate o deltate a lineari. I colori della corolla variano da bianco a rosa.
- Androceo: l'androceo è formato da 5 stami sorretti da filamenti generalmente liberi; gli stami sono connati e formano un manicotto circondante lo stilo; le teche (produttrici del polline) sono prive di sperone, ma hanno la coda (una sola); le appendici apicali delle antere hanno delle forme piatte; il tessuto endoteciale (rivestimento interno dell'antera) è quasi sempre polarizzato (con due superfici distinte: una verso l'esterno e una verso l'interno). Il polline è di tipo echinato (con punte sporgenti) a forma sferica è formato inoltre da due strati di ectesine, mentre lo strato basale è spesso e regolarmente perforato (tipo “gnafaloide”).[7]
- Gineceo: l'ovario è infero uniloculare formato da 2 carpelli. Lo stilo (il recettore del polline) è intero o biforcato con due stigmi nella parte apicale. Gli stigmi hanno una forma da troncata a allungata e ottusa; possono essere ricoperti da minute papille o avere dei penicilli apicali o dorsali. Le superfici stigmatiche sono separate.[7]

Frutti. I frutti sono degli acheni con pappo. Gli acheni sono piccoli a forma cilindrica e colorati di marrone; la superficie può essere ricoperta di piccoli peli doppi a forma clavata oppure è glabra (più raramente); il pericarpo può essere percorso longitudinalmente da alcuni fasci vascolari. Il pappo è formato da setole fimbriate su una sola serie e libere. Lunghezza del pappo: 2 - 4,5 mm.

## Biologia
Impollinazione: tramite insetti (impollinazione entomogama tramite farfalle diurne e notturne).

Riproduzione: la fecondazione avviene fondamentalmente tramite l'impollinazione dei fiori.

Dispersione: i semi cadono a terra e vengono dispersi soprattutto da insetti come formiche (disseminazione mirmecoria). Un altro tipo di dispersione è zoocoria: gli uncini delle brattee dell'involucro (se presenti) si agganciano ai peli degli animali di passaggio che portano così i semi anche su lunghe distanze. Inoltre per merito del pappo il vento può trasportare i semi anche per alcuni chilometri (disseminazione anemocora).

## Distribuzione e habitat
Le specie di questo genere sono distribuite in Socotra e Somalia.

## Tassonomia
La famiglia di appartenenza di questa voce (Asteraceae o Compositae, nomen conservandum) probabilmente originaria del Sud America, è la più numerosa del mondo vegetale, comprende oltre 23.000 specie distribuite su 1.535 generi, oppure 22.750 specie e 1.530 generi secondo altre fonti (una delle checklist più aggiornata elenca fino a 1.679 generi). La famiglia attualmente (2021) è divisa in 16 sottofamiglie; la sottofamiglia Asteroideae è una di queste e rappresenta l'evoluzione più recente di tutta la famiglia.

### Filogenesi
Il genere di questa voce è descritto nella tribù Gnaphalieae, una delle 21 tribù della sottofamiglia Asteroideae. Da un punto di vista filogenetico, la tribù Gnaphalieae fa parte del supergruppo (o sottofamiglia) "Asteroideae grade"; l'altro è il supergruppo "Non-Asteroideae" contenente il resto delle sottofamiglie delle Asteraceae. All'interno del supergruppo è vicina alle tribù Senecioneae, Calenduleae, Astereae e Anthemideae.
La sottotribù Gnaphaliinae è caratterizzata da portamenti di vario tipo con specie ginomonoiche e monoiche, da foglie con margini interi, da capolini disciformi omogami o eterogami e raramente radiati (o subradiati), dallo stilo con rami troncati e superfici stigmatiche separate apicalmente, da acheni glabri o con tricomi allungati e pappo ridotto.
Il genere  Libinhania  appartiene al clade Flag, un gruppo informale monofiletico della sottotribù Gnaphaliinae che occupa una posizione più o meno "basale" e con il clade Australasian forma un "gruppo fratello". Il clade "FLAG" prende il nome dai suoi quattro generi più grandi: Filago, Leontopodium, Antennaria e Gamochaeta. Ricerche sul DNA delle varie specie di questo genere suggeriscono una sua possibile origine allopoliploide con un antenato vicino alla specie Gnaphalium uliginosum (il tipo di "Gnaphalium"). In questo gruppo sono presenti specie dioiche (solo fiori femminili o solo fiori maschili) e piante a portamento cusciniforme. I capolini, in formazioni corimbose o spiciformi, possono essere sottesi da foglie bratteali. Il ricettacolo in alcuni casi è squamoso.
Il "Flag clade", da un punto di vista filogenetico, può essere suddiviso in due parti: il "Lucilia-group" basato sui tricomi degli acheni e il resto del clade (in posizione "basale") considerato "gruppo fratello" del primo. Nel "Lucilia-group" sono stati individuati 7 sottocladi ben supportati. Nelle analisi sono stati considerati alcuni caratteri dei tricomi degli acheni quali la globosità delle cellule basali, il portamento clavato e la lunghezza dei tricomi.
Alcune specie di questo genere in precedenza erano descritte all'interno del genere Helichrysum. Il genere è diviso in quattro gruppi principali:
| Gruppo                              | Caratteri distintivi | Specie                                                      |
| ----------------------------------- | --- | ----------------------------------------------------------- |
| Rosulata                            | Le foglie sono a rosetta basale con forme da strettamente spatolate - Le sinflorescenze hanno un capolino secondario con pochi fiori - Le brattee involucrali sono traslucide - L'achenio ha l'epidermide liscia                               | L. rosulata                                                 |
| Nimmoana                            | Gli acheni hanno dei peli doppi moderatamente allungati, con epidermide a cellule rigonfie nella loro interezza - Il pappo ha delle setole leggermente clavate                                                                                 | L. nimmoana                                                 |
| Sphaerocephala                      | Il fusto e le foglie hanno un indumento di peli vescicolari e peli aracnoidi - Le brattee involucrali sono all'apice bianco-opaco - Gli acheni hanno peli doppi o sono glabri - Il pappo è assente o, se presente, con poche setole claviformi | L. arachnoides, L. hegerensis, L. nivea e L. sphaerocephala |
| Acicularis sottogruppo Suffruticosa | I peli ghiandolari sono presenti - L'epidermide degli acheni è liscia o più raramente papillosa | L. suffruticosa, L. pendula e L. fontinalis                 |
| Acicularis sottogruppo Balfourii    | Il portamento è perenne o erbaceo annuale con rosetta fogliare basale - Le sinflorescenze sono lasse - Il pappo ha delle setole basalmente barbate e distalmente scabre                                                                        | L. balfourii,L. discolor e L. gracilipes                    |
| Acicularis sottogruppo Acicularis   | Il portamento è a rosetta con arbusti a foglie rigide (le forme sono strettamente da lanceolate ad aghiformi) - Gli acheni hanno l'epidermide liscia                                                                                           | L. acicularis                                               |

Il cladogramma seguente, tratto dallo studio citato e semplificato, mostra una possibile configurazione filogenetica di questo gruppo.
|  | Libinhania arachnoides    |
|  |                           |
|  | Libinhania sphaerocephala |
|  |                           |

|  | Libinhania acicularis                                                          |
|  |                                                                                |
|  | \| \| Libinhania balfourii \| \| \| \| \| \| Libinhania gracilipes \| \| \| \| |
|  |                                                                                |
|  | Libinhania balfourii                                                           |
|  |                                                                                |
|  | Libinhania gracilipes                                                          |
|  |                                                                                |

|  | Libinhania balfourii  |
|  |                       |
|  | Libinhania gracilipes |
|  |                       |

|  | Libinhania acicularis                                                          |
|  |                                                                                |
|  | \| \| Libinhania balfourii \| \| \| \| \| \| Libinhania gracilipes \| \| \| \| |
|  |                                                                                |
|  | Libinhania balfourii                                                           |
|  |                                                                                |
|  | Libinhania gracilipes                                                          |
|  |                                                                                |

|  | Libinhania balfourii  |
|  |                       |
|  | Libinhania gracilipes |
|  |                       |

|  | Libinhania arachnoides    |
|  |                           |
|  | Libinhania sphaerocephala |
|  |                           |

|  | Libinhania acicularis                                                          |
|  |                                                                                |
|  | \| \| Libinhania balfourii \| \| \| \| \| \| Libinhania gracilipes \| \| \| \| |
|  |                                                                                |
|  | Libinhania balfourii                                                           |
|  |                                                                                |
|  | Libinhania gracilipes                                                          |
|  |                                                                                |

|  | Libinhania balfourii  |
|  |                       |
|  | Libinhania gracilipes |
|  |                       |

|  | Libinhania acicularis                                                          |
|  |                                                                                |
|  | \| \| Libinhania balfourii \| \| \| \| \| \| Libinhania gracilipes \| \| \| \| |
|  |                                                                                |
|  | Libinhania balfourii                                                           |
|  |                                                                                |
|  | Libinhania gracilipes                                                          |
|  |                                                                                |

|  | Libinhania balfourii  |
|  |                       |
|  | Libinhania gracilipes |
|  |                       |

|  | Libinhania arachnoides    |
|  |                           |
|  | Libinhania sphaerocephala |
|  |                           |

|  | Libinhania acicularis                                                          |
|  |                                                                                |
|  | \| \| Libinhania balfourii \| \| \| \| \| \| Libinhania gracilipes \| \| \| \| |
|  |                                                                                |
|  | Libinhania balfourii                                                           |
|  |                                                                                |
|  | Libinhania gracilipes                                                          |
|  |                                                                                |

|  | Libinhania balfourii  |
|  |                       |
|  | Libinhania gracilipes |
|  |                       |

|  | Libinhania acicularis                                                          |
|  |                                                                                |
|  | \| \| Libinhania balfourii \| \| \| \| \| \| Libinhania gracilipes \| \| \| \| |
|  |                                                                                |
|  | Libinhania balfourii                                                           |
|  |                                                                                |
|  | Libinhania gracilipes                                                          |
|  |                                                                                |

|  | Libinhania balfourii  |
|  |                       |
|  | Libinhania gracilipes |
|  |                       |

|  | Libinhania arachnoides    |
|  |                           |
|  | Libinhania sphaerocephala |
|  |                           |

|  | Libinhania acicularis                                                          |
|  |                                                                                |
|  | \| \| Libinhania balfourii \| \| \| \| \| \| Libinhania gracilipes \| \| \| \| |
|  |                                                                                |
|  | Libinhania balfourii                                                           |
|  |                                                                                |
|  | Libinhania gracilipes                                                          |
|  |                                                                                |

|  | Libinhania balfourii  |
|  |                       |
|  | Libinhania gracilipes |
|  |                       |

|  | Libinhania acicularis                                                          |
|  |                                                                                |
|  | \| \| Libinhania balfourii \| \| \| \| \| \| Libinhania gracilipes \| \| \| \| |
|  |                                                                                |
|  | Libinhania balfourii                                                           |
|  |                                                                                |
|  | Libinhania gracilipes                                                          |
|  |                                                                                |

|  | Libinhania balfourii  |
|  |                       |
|  | Libinhania gracilipes |
|  |                       |

I caratteri distintivi del genere  Libinhania sono:
- i capolini sono di tipo discoide omogami;
- i fiori (per capolino) sono da 2 a 40 con colori variabili dal bianco al rosato;
- le brattee involucrali hanno lo stereoma indiviso;
- il pappo degli acheni è assente oppure è formato da setole fimbriate.

### Elenco delle specie
Questo genere ha 13 specie:
- Libinhania acicularis (Balf.f.) N.Kilian, Galbany, Oberpr. & A.G.Mill.
- Libinhania arachnoides  (Balf.f.) N.Kilian, Galbany, Oberpr. & A.G.Mill.
- Libinhania balfourii  (Vierh.) N.Kilian, Galbany, Oberpr. & A.G.Mill.
- Libinhania discolor  A.G.Mill., Sommerer & N.Kilian
- Libinhania fontinalis  A.G.Mill., Sommerer & N.Kilian
- Libinhania gracilipes  (Oliv. & Hiern) N.Kilian, Galbany, Oberpr. & A.G.Mill.
- Libinhania hegerensis  A.G.Mill. & N.Kilian
- Libinhania nimmoana  (Oliv. & Hiern) N.Kilian, Galbany, Oberpr. & A.G.Mill.
- Libinhania nivea  A.G.Mill., Sommerer & N.Kilian
- Libinhania pendula  A.G.Mill., Sommerer & N.Kilian
- Libinhania rosulata  (Oliv. & Hiern) N.Kilian, Galbany, Oberpr. & A.G.Mill.
- Libinhania sphaerocephala  (Balf.f.) N.Kilian, Galbany, Oberpr. & A.G.Mill.
- Libinhania suffruticosa  (Balf.f.) N.Kilian, Galbany, Oberpr. & A.G.Mill.

## Immagini di alcune specie

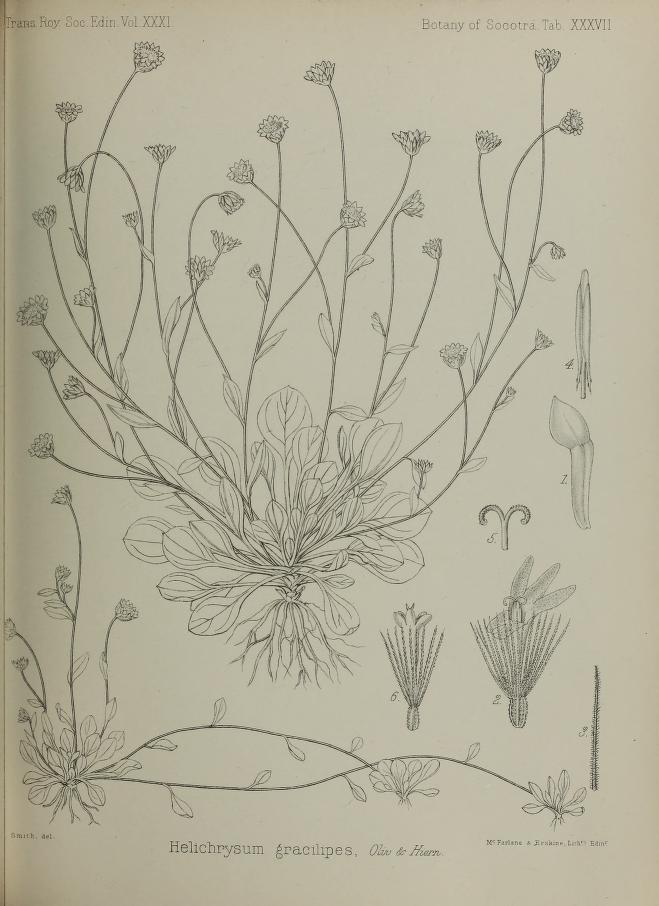
Libinhania gracilipes
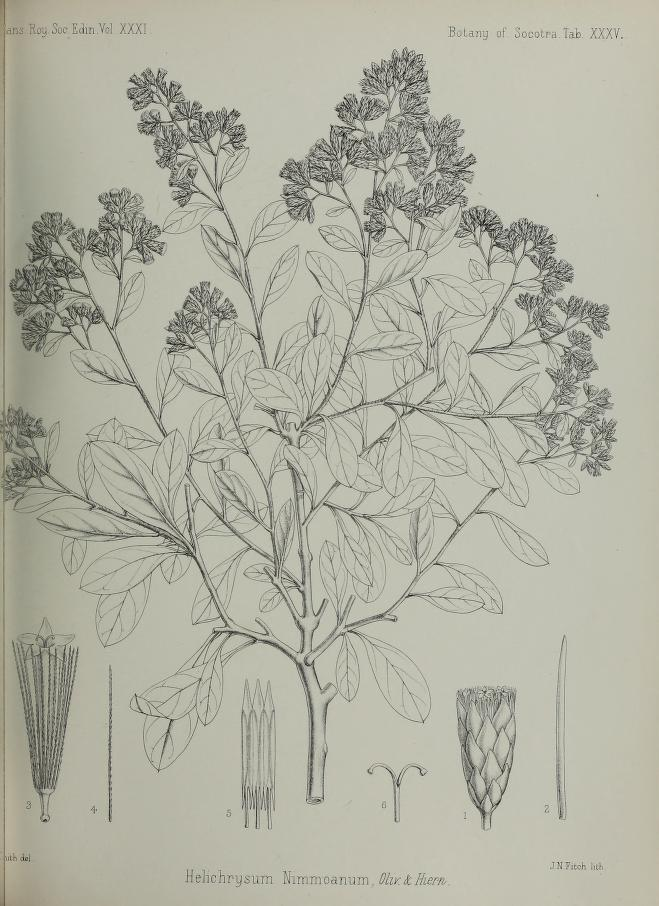
Libinhania nimmoana
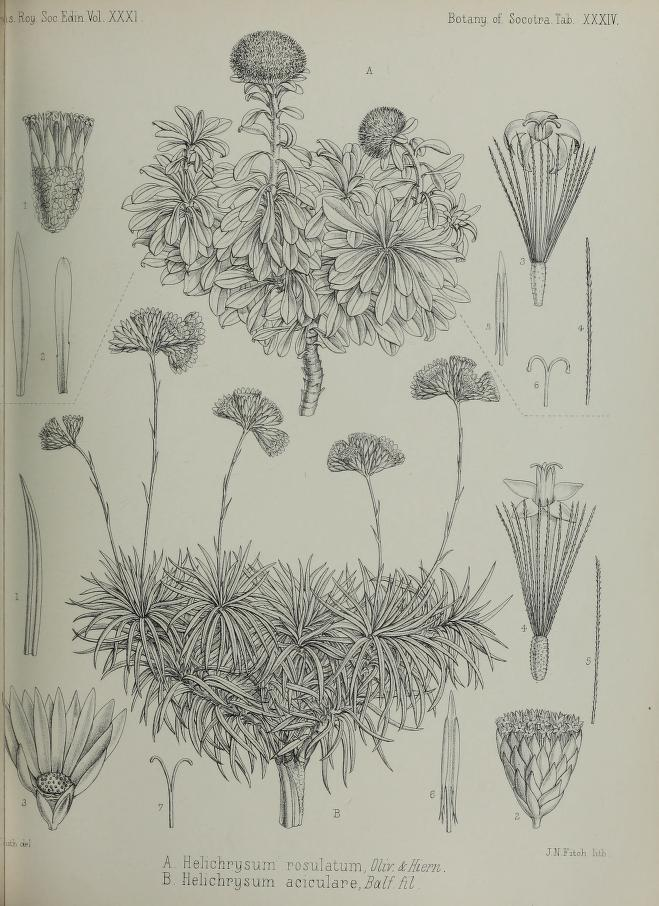
Libinhania rosulata
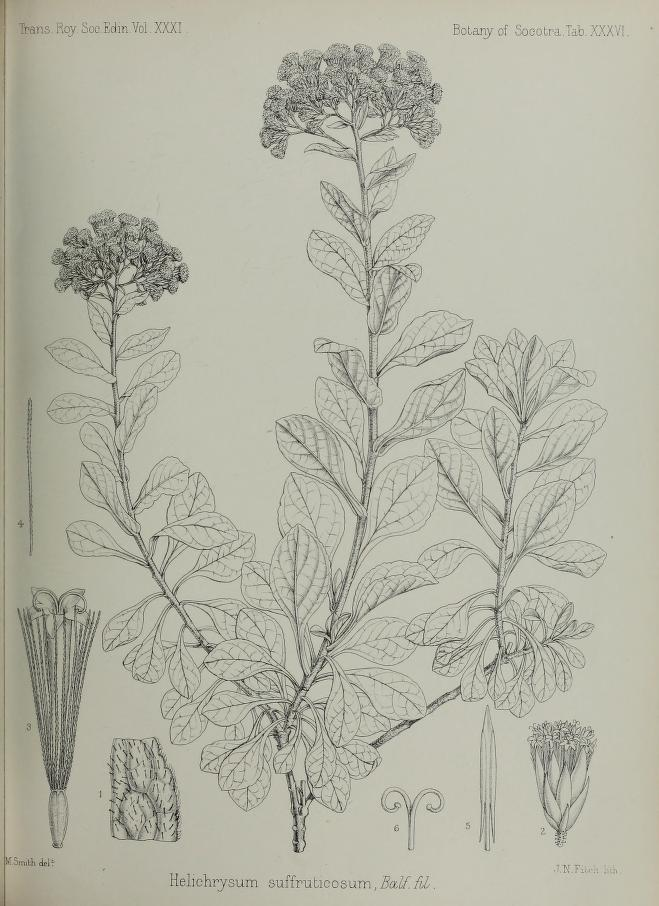
Libinhania suffruticosa